# تشن شياوشو
تشن شياوشو (بالصينية المبسطة: 陈晓旭)‏ (29 أكتوبر 1965، آنشان في الصين - 13 مايو 2007، شنجن في الصين)؛ كاتِبة، سيدة أعمال، ممثلة وشاعرة صينية.

## روابط خارجية
- تشن شياوشو على موقع IMDb (الإنجليزية)
- تشن شياوشو على موقع قاعدة بيانات الفيلم (الإنجليزية)